# Metacalypogeia remotifolia
Metacalypogeia remotifolia là một loài rêu tản trong họ Calypogeiaceae. Loài này được (Herzog) Inoue miêu tả khoa học lần đầu tiên năm 1963.